# Yūko Kitano
Yūko Kitano (北野 裕子, Kitano Yūko) est une femme politique japonaise née le 19 septembre 1985, représentant le Sanseitō à la Chambre des représentants du Japon.

## Jeunesse et études
Kitano naît le 19 septembre 1985 à Kyoto, dans la préfecture du même nom. Elle effectue ses études supérieures à l'université pour femmes de Kyoto Koya (en), mais abandonne en milieu de cursus. Par la suite, elle obtient tout de même un diplôme en comptabilité, et rejoint une entreprise. 
Elle déménage en 2020 à Moriyama, dans la préfecture de Shiga, pour suivre son mari.

## Carrière électorale
Kitano commence sa carrière politique en 2024, à l'issue des élections législatives japonaises de la même année. Alors qu'elle était responsable de l'association de parents d'élèves du lycée de ses enfants, elle se sensibilise aux problématiques liées à l'éducation au Japon, ainsi qu'au taux élevé de suicide chez les jeunes japonais. Elle rejoint alors le parti Sanseitō, qui selon elle, est le seul à prendre au sérieux ces problématiques éducatives, tout en mettant l'accent sur le danger des lois sur la sensibilisation aux questions LGBT dans les écoles, qui conduiraient, toujours selon Kitano, à l'éclatement des familles.
Elle se présente en tant que candidate du parti Sanseitō dans la troisième circonscription de la préfecture de Shiga, où elle échoue face à Nobuhide Takemura (ja). Néanmoins, grâce à la relance proportionnelle, elle fait tout de même son entrée à la Diète du Japon, en tant que représentante du Sanseitō dans la circonscription proportionnelle du Kinki.

## Prises de position
Kitano estime  que le Japon a besoin du nucléaire, aussi bien sur le plan énergétique, avec la reconstruction de nouvelles centrales, que militaire, avec l'acquisition de l'arme atomique par le Japon.
D'un point de vue sociétal, Kitano est opposée aux tentatives visant à modifier la loi japonaise imposant aux conjoints de porter le même nom de famille,. Elle est également farouchement opposée à la reconnaissance par le Japon du mariage entre personnes du même sexe,. Elle est également opposée à l'idée qu'une femme puisse accéder au trône de Chrysanthème. Yoshikawa souhaite également fortement réduire le flux de travailleurs étrangers arrivant au Japon.

## Vie personnelle
Kitano est mariée à un conseiller municipal de la ville de Moriyama, lui aussi membre du Sanseitō. Elle est mère de deux garçons, et propriétaire d'un chien, qu'elle a sauvé d'un accident de route. 
Elle déclare aimer le golf, le karaoké, et découvrir des sentiers de randonnée dans la préfecture de Shiga,.